# Malattia di Konig
La malattia di Konig è una patologia rara chiamata anche osteocondrite dissecante del ginocchio; fu descritta per la prima volta nel 1888 dal chirurgo tedesco Franz König.
È una particolare forma di osteocondrite dissecante le cui manifestazioni cliniche sono localizzate nella porzione laterale del condilo femorale mediale (meno frequentemente sono interessati il condilo femorale laterale e la rotula). Si caratterizza per la formazione di un sequestro osseo, che può staccarsi per formare corpi liberi nelle articolazioni.
L'età infantile e adolescenziale sono le più colpite; ha una prevalenza di 1-5/10 000. L'incidenza più alta si ha nei pazienti di età compresa tra 10 e 20 anni, e i maschi hanno un'incidenza molto più alta di osteocondrite dissecante rispetto alle femmine.
É una patologia non del tutto compresa in cui è presente un'etiologia multifattoriale, il dolore è presente in modo variabile da soggetto a soggetto.
È classificata come ORPHA:2764.